# Aegyptobia eremia
Aegyptobia eremia är en spindeldjursart som beskrevs av Meyer och Uri Gerson 1980. Aegyptobia eremia ingår i släktet Aegyptobia och familjen Tenuipalpidae. Inga underarter finns listade i Catalogue of Life.